# Åkarps IF

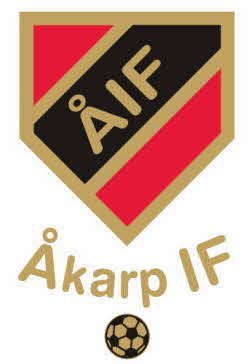
Åkarps IF

## Historia
Åkarps IF är en fotbollsförening som strävar efter sin tre ledord och de är ödmjukhet, respekt och ansvar. Klubben grundades året 1919 och det var Nisse som startade föreningen. Idag ägs klubben av Burlövs kommun och ordförande för klubben heter Carsten Larsen och VD för klubben heter Carl-Olof Landgren.  Man har sedan 2009 ett nybyggt klubbhus samt 4 omklädningsrum och ett domarrum. Och sedan 2011 har klubben också fått en ny konstgräsplan som håller en mycket hög klass. Eftersom man har denna tillgången så har man sedan invigningen av konstgräset ett samarbete med den andra klubben i kommunen som är Arlövs BI. Detta samarbete innebär att man på vintersäsongen delar på planen eftersom tillgången till gräsplaner inte finns hos de båda lagen.

## Föreningen
Klubbens a-lag spelar i division 4 och deras juniorer i U19 division 1. Man har också ett nyskapat lag som heter FC Glädjen inom föreningen. Detta lag ska ta hand om klubbens B-lags matcher. Man har också ett lag där flickor födda åren 02/03 spelar. Sedan har man pojklag från åldern födda 09 hela vägen upp till U19 laget. 
Föreningen har sen 2000-talet varit en väldigt framgångsrik klubb när det gäller få fram unga talanger. Årgångarna 93, 94, 96 och 08 har varit klubbens framgångsrikaste årgångar genom tiderna.

## Henrik Superman Cup
Åkarps IF startade 2010 ett samarbete med stiftelsen ’’Henrik Superman’’.  Detta för att man under en längre tid haft ambitionen till att starta en internationell turnering.  Lag från hela Skandinavien bjuds varje år in för att vara med och delta i denna 14års turneringen som spelas i mitten av augusti varje år. Man har som arrangör vunnit turneringen en gång annars har finalisterna sett ut såhär genom turneringens 5år:
```
           2014: Guld: Angered FC             2013: Guld: Helsingborgs IF           2012: Guld: Lyngby BK
                Silver: Malmö FF Silver: Aakershus FK Silver: Landskrona 
                     Brons: Lyngby BK Brons: OB Odense Brons: Malmö FF
```

```
                          2011: Guld: Åkarps IF                   2010: Guld: Lilleström SK
                                  Silver: Herfölge BK Silver: FC Köpenhamn
                                    Brons: OB Odense Brons: Malmö FF
```